# Jonathan Parr
Jonathan Parr (Oslo, 21 ottobre 1988) è un ex calciatore norvegese, di ruolo difensore.

## Caratteristiche tecniche
Parr è un calciatore mancino, che può giocare sulla fascia sinistra del campo, sia sulla linea dei difensori che su quella dei centrocampisti.

## Carriera

### Club

#### Lyn Oslo
Parr è originario di Holmlia e da giovane ha giocato per la squadra locale, ma ha vestito anche le maglie di KFUM Oslo e Hauger, prima di legarsi al Lyn Oslo. Ha esordito nell'Eliteserien il 30 aprile 2006, sostituendo Magnus Powell nella sconfitta casalinga per 1-4 contro lo Stabæk. Ha totalizzato altre 10 apparizioni in stagione.

#### Aalesund
A marzo 2007, ha firmato un contratto triennale per l'Aalesund. Durante la prima stagione, è partito da titolare in 5 occasioni ed è subentrato a partita in corso in altre 14. Ha debuttato con la nuova casacca il 9 aprile 2007, nella sconfitta per 2-4 della sua nuova squadra contro lo Start, sostituendo Lasse Olsen. Venti giorni dopo, è stato schierato per la prima volta da titolare, nella sconfitta per 3-0 contro l'Odd Grenland. Il 29 luglio 2007 è andato in rete per la prima volta in campionato, nel 4-1 dello Aalesund sul Sandefjord. Con la sua squadra, ha vinto il Norgesmesterskapet 2009.

#### Crystal Palace
Il 16 luglio 2011, l'Aalesund ha raggiunto un accordo per il trasferimento del calciatore agli inglesi del Crystal Palace, soggetto alle visite mediche di rito. Il 19 luglio, il club londinese ha confermato l'ingaggio del calciatore, che ha firmato un contratto dalla durata triennale, mentre la cifra dell'acquisto non è stata resa nota. Ha giocato il primo incontro nella Championship il 6 agosto, quando è stato titolare nella sconfitta per 2-1 in casa del Peterborough United. Il 13 agosto ha siglato la prima marcatura per gli Eagles, con un colpo di testa su cross di Ryan McGivern, nel successo per 2-0 sul Burnley. Il 13 maggio 2012 ha ricevuto il premio come miglior calciatore dell'anno della squadra.
L'anno seguente, ha totalizzato 37 presenze in campionato. Ha chiuso anticipatamente la stagione nel mese di aprile, quando durante una sfida con l'Ipswich Town ha subito un infortunio ai legamenti della caviglia. Il Crystal Palace è riuscito comunque a guadagnare la promozione nella Premier League, tornando nella massima divisione inglese a distanza di otto anni dall'ultima apparizione.
Una volta ristabilitosi, gli è stato comunque preferito Dean Moxey come terzino titolare. Ha debuttato nella Premier League in data 21 dicembre 2013, sostituendo proprio Moxey nella sconfitta casalinga per 0-3 contro il Newcastle: nella stessa sfida, ha concesso un calcio di rigore ai Magpies. Parr ha giocato da titolare i successivi 8 incontri, sotto la guida nel nuovo tecnico Tony Pulis. Nel quarto turno della FA Cup 2013-2014, gara in cui la sua squadra è stata sconfitta per 2-1 dal Wigan, ha subito un infortunio che ha interrotto la serie di partite da titolare. A fine stagione, il Crystal Palace ha centrato la salvezza ed ha comunicato che il contratto di Parr non sarebbe stato rinnovato.

#### Ipswich Town
Il 7 luglio 2014, ha firmato ufficialmente un contratto biennale con l'Ipswich Town, formazione militante nella Championship. Ha esordito in squadra il 30 agosto, schierato titolare nel pareggio per 1-1 sul campo del Derby County. Il 16 settembre ha segnato la prima rete, nel 2-0 sul Brighton. Rimasto in squadra per un anno e mezzo, ha totalizzato 42 presenze e 3 reti.

#### Strømsgodset
Il 9 gennaio 2016, lo Strømsgodset ha annunciato sul proprio sito d'aver trovato l'intesa per il trasferimento di Parr, soggetto ai test medici e al raggiungimento di un accordo sui termini personali del contratto. Il 13 gennaio, Parr ha firmato ufficialmente un contratto con il nuovo club, legandosi fino al 30 giugno 2019.
Il 24 gennaio 2022 ha annunciato il proprio ritiro dal calcio professionistico.

### Nazionale
Parr ha giocato per diverse selezioni giovanili norvegesi. Dal 2008, ha collezionato 18 apparizioni per la Norvegia under 21. La prima di queste è stata datata 12 giugno 2008, quando ha sostituito Endre Fotland Knudsen nel successo per 1-4 sull'Islanda. L'11 maggio 2010, è stato convocato dalla selezione maggiore per la prima volta, per le sfide contro Montenegro e Ucraina. Il 29 maggio 2010, ha esordito proprio contro il Montenegro.

## Statistiche

### Presenze e reti nei club
Statistiche aggiornate al 25 gennaio 2022.
| Stagione              | Club                  | Campionato            | Campionato | Campionato | Coppe nazionali | Coppe nazionali | Coppe nazionali | Coppe continentali | Coppe continentali | Coppe continentali | Supercoppe | Supercoppe | Supercoppe | Totale | Totale |
| Stagione              | Club                  | Comp                  | Pres       | Reti       | Comp            | Pres            | Reti            | Comp               | Pres               | Reti               | Comp       | Pres       | Reti       | Pres   | Reti   |
| --------------------- | --------------------- | --------------------- | ---------- | ---------- | --------------- | --------------- | --------------- | ------------------ | ------------------ | ------------------ | ---------- | ---------- | ---------- | ------ | ------ |
| 2006                  | Lyn Oslo              | ES                    | 11         | 0          | CN              | 0               | 0               | CU                 | 0                  | 0                  | -          | -          | -          | 11     | 0      |
| 2007                  | Aalesund              | ES                    | 19         | 1          | CN              | 4               | 1               | -                  | -                  | -                  | -          | -          | -          | 23     | 1      |
| 2008                  | Aalesund              | ES                    | 24+2       | 4+0        | CN              | 3               | 1               | -                  | -                  | -                  | -          | -          | -          | 29     | 5      |
| 2009                  | Aalesund              | ES                    | 27         | 2          | CN              | 5               | 1               | -                  | -                  | -                  | -          | -          | -          | 32     | 3      |
| 2010                  | Aalesund              | ES                    | 25         | 0          | CN              | 1               | 0               | UEL                | 2                  | 0                  | SN         | 1          | 0          | 29     | 0      |
| gen.-lug. 2011        | Aalesund              | ES                    | 15         | 1          | CN              | 3               | 0               | UEL                | 4                  | 0                  | -          | -          | -          | 27     | 1      |
| Totale Aalesund       | Totale Aalesund       | Totale Aalesund       | 110+2      | 8          |                 | 16              | 3               |                    | 6                  | 0                  |            | 1          | 0          | 135    | 11     |
| 2011-2012             | Crystal Palace        | FLC                   | 39         | 2          | FACup+CdL       | 0+6             | 0               | -                  | -                  | -                  | -          | -          | -          | 45     | 2      |
| 2012-2013             | Crystal Palace        | FLC                   | 37         | 0          | FACup+CdL       | 1+0             | 0               | -                  | -                  | -                  | -          | -          | -          | 38     | 0      |
| 2013-2014             | Crystal Palace        | PL                    | 15         | 0          | FACup+CdL       | 2+0             | 0               | -                  | -                  | -                  | -          | -          | -          | 17     | 0      |
| Totale Crystal Palace | Totale Crystal Palace | Totale Crystal Palace | 91         | 2          |                 | 9               | 0               |                    | -                  | -                  |            | -          | -          | 100    | 2      |
| 2014-2015             | Ipswich Town          | FLC                   | 32         | 2          | FACup+CdL       | 1+0             | 0               | -                  | -                  | -                  | -          | -          | -          | 33     | 2      |
| 2015-gen. 2016        | Ipswich Town          | FLC                   | 9          | 1          | FACup+CdL       | 0+1             | 0               | -                  | -                  | -                  | -          | -          | -          | 10     | 1      |
| Totale Ipswich Town   | Totale Ipswich Town   | Totale Ipswich Town   | 41         | 3          |                 | 2               | 0               |                    | -                  | -                  |            | -          | -          | 43     | 3      |
| 2016                  | Strømsgodset          | ES                    | 26         | 2          | CN              | 5               | 0               | UEL                | 2                  | 0                  | -          | -          | -          | 33     | 2      |
| 2017                  | Strømsgodset          | ES                    | 28         | 1          | CN              | 2               | 0               | -                  | -                  | -                  | -          | -          | -          | 30     | 1      |
| 2018                  | Strømsgodset          | ES                    | 27         | 1          | CN              | 5               | 0               | -                  | -                  | -                  | -          | -          | -          | 32     | 1      |
| 2019                  | Strømsgodset          | ES                    | 11         | 0          | CN              | 0               | 0               | -                  | -                  | -                  | -          | -          | -          | 11     | 0      |
| 2020                  | Strømsgodset          | ES                    | 4          | 0          | -               | -               | -               | -                  | -                  | -                  | -          | -          | -          | 4      | 0      |
| 2021                  | Strømsgodset          | ES                    | 18         | 0          | CN              | 0               | 0               | -                  | -                  | -                  | -          | -          | -          | 18     | 0      |
| Totale Strømsgodset   | Totale Strømsgodset   | Totale Strømsgodset   | 114        | 4          |                 | 12              | 0               |                    | 2                  | 0                  |            | -          | -          | 128    | 4      |
| Totale                | Totale                | Totale                | 377+2      | 17+0       |                 | 38              | 3               |                    | 8                  | 0                  |            | 1          | 0          | 416    | 20     |

### Cronologia presenze e reti in Nazionale
| Cronologia completa delle presenze e delle reti in nazionale ― Norvegia | Cronologia completa delle presenze e delle reti in nazionale ― Norvegia | Cronologia completa delle presenze e delle reti in nazionale ― Norvegia | Cronologia completa delle presenze e delle reti in nazionale ― Norvegia | Cronologia completa delle presenze e delle reti in nazionale ― Norvegia | Cronologia completa delle presenze e delle reti in nazionale ― Norvegia | Cronologia completa delle presenze e delle reti in nazionale ― Norvegia | Cronologia completa delle presenze e delle reti in nazionale ― Norvegia |
| Data                                                                    | Città                                                                   | In casa                                                                 | Risultato                                                               | Ospiti                                                                  | Competizione                                                            | Reti                                                                    | Note                                                                    |
| ----------------------------------------------------------------------- | ----------------------------------------------------------------------- | ----------------------------------------------------------------------- | ----------------------------------------------------------------------- | ----------------------------------------------------------------------- | ----------------------------------------------------------------------- | ----------------------------------------------------------------------- | ----------------------------------------------------------------------- |
| 29-5-2010                                                               | Oslo                                                                    | Norvegia                                                                | 2 – 1                                                                   | Montenegro                                                              | Amichevole                                                              | -                                                                       |                                                                         |
| 7-6-2011                                                                | Oslo                                                                    | Norvegia                                                                | 1 – 0                                                                   | Lituania                                                                | Amichevole                                                              | -                                                                       |                                                                         |
| 10-8-2011                                                               | Oslo                                                                    | Norvegia                                                                | 3 – 0                                                                   | Rep. Ceca                                                               | Amichevole                                                              | -                                                                       |                                                                         |
| 2-9-2011                                                                | Oslo                                                                    | Norvegia                                                                | 1 – 0                                                                   | Islanda                                                                 | Qual. Euro 2012                                                         | -                                                                       |                                                                         |
| 11-10-2011                                                              | Oslo                                                                    | Norvegia                                                                | 3 – 1                                                                   | Cipro                                                                   | Qual. Euro 2012                                                         | -                                                                       |                                                                         |
| 11-11-2011                                                              | Cardiff                                                                 | Galles                                                                  | 4 – 1                                                                   | Norvegia                                                                | Amichevole                                                              | -                                                                       |                                                                         |
| 12-10-2012                                                              | Berna                                                                   | Svizzera                                                                | 1 – 1                                                                   | Norvegia                                                                | Qual. Mondiali 2014                                                     | -                                                                       |                                                                         |
| 14-11-2012                                                              | Budapest                                                                | Ungheria                                                                | 0 – 2                                                                   | Norvegia                                                                | Amichevole                                                              | -                                                                       |                                                                         |
| 7-2-2013                                                                | Siviglia                                                                | Ucraina                                                                 | 2 – 0                                                                   | Norvegia                                                                | Amichevole                                                              | -                                                                       |                                                                         |
| Totale                                                                  |                                                                         | Presenze                                                                | 9                                                                       |                                                                         | Reti                                                                    | 0                                                                       |                                                                         |

## Palmarès

### Club

#### Competizioni nazionali
- Coppa di Norvegia: 1

Aalesunds: 2009